# 小行星2322
小行星2322（2322 Kitt Peak）是一颗围绕太阳公转的小行星。1954年10月28日，印第安纳大学在摩根县发现了此天体。
該小行星以位於美國亞利桑那州的基特峰國家天文台命名。
这颗小行星的绝对星等为191.33105等。